# 卡卡河
15°21′S 68°03′W / 15.35°S 68.05°W

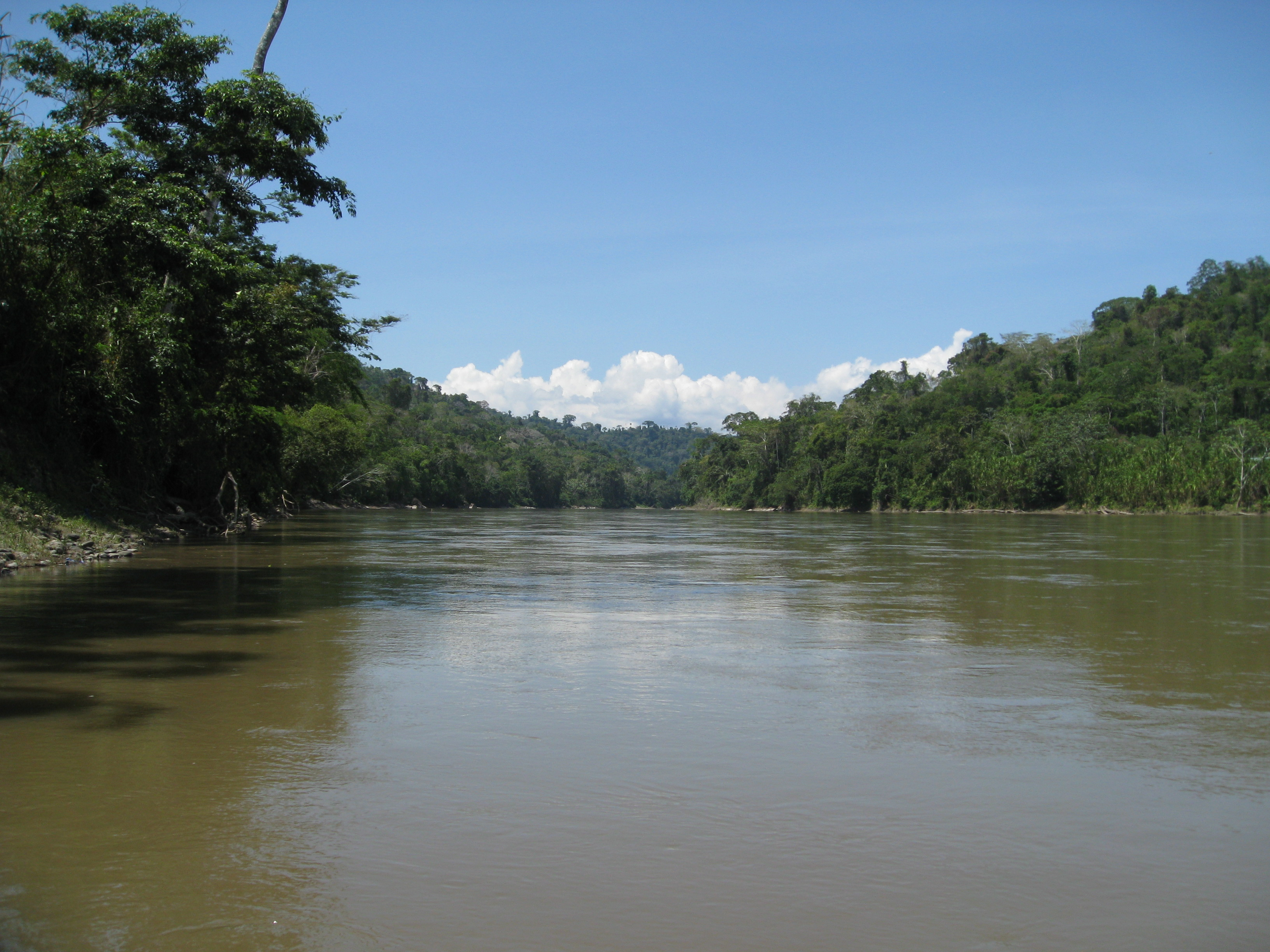

卡卡河（西班牙語：Río Kaka），是玻利維亞的河流，位於該國西部拉巴斯省，與上貝尼河匯流成為貝尼河，屬於亞馬遜河流域的一部分，河道全長140公里。